# Acacia weberbaueri
Acacia weberbaueri är en ärtväxtart som beskrevs av Hermann August Theodor Harms. Acacia weberbaueri ingår i släktet akacior, och familjen ärtväxter. Inga underarter finns listade i Catalogue of Life.